# Francisco Villa, Zinapécuaro
Francisco Villa är en ort i Mexiko.   Den ligger i kommunen Zinapécuaro och delstaten Michoacán de Ocampo, i den södra delen av landet, 200 km väster om huvudstaden Mexico City. Francisco Villa ligger 1 857 meter över havet och antalet invånare är 1 094.
Terrängen runt Francisco Villa är huvudsakligen platt, men österut är den kuperad. Runt Francisco Villa är det ganska tätbefolkat, med 86 invånare per kvadratkilometer. Närmaste större samhälle är Queréndaro, 1,6 km nordväst om Francisco Villa. Trakten runt Francisco Villa består till största delen av jordbruksmark.